# Seqüència (lingüística)
Una seqüència, en lingüística, és el conjunt d'elements de qualsevol rang ordenats en successió.
Aplicant aquest terme al cinema o al teatre, podem dir que és el conjunt d'elements ordenats que s'integren dins d'una línia argumental, aquests elements poden ser plans o escenes. La seqüència suposaria la narració completa d'una de les unitats narratives de l'obra, teatral o cinematogràfica. Per això s'ha comparat la seqüència amb el capítol en les novel·les. (Vegeu Seqüència (cinema)).